# Carl de Nys
Carl de Nys (né le  26 mars 1917 à Eupen, Belgique ; mort le 4 avril 1996 à Valprivas) est un religieux et musicologue belge.

## Biographie
Après avoir effectué ses études à Verviers et Namur, puis dans les Vosges au grand séminaire de Saint-Dié et à la faculté des lettres de Nancy, il est ordonné prêtre en 1941 et enseigne durant quelques années la littérature et la philologie à Épinal. Passionné par la musique, il est aussitôt encouragé à s’y consacrer par l’évêque Monseigneur Émile Blanchet, promu recteur de l'Institut catholique de Paris et sensible à l’influence spirituelle que pouvait avoir la culture musicale. Dès lors, c’est dans une véritable carrière parallèle de musicologue qu'il se lance au début des années 1950, et ses multiples activités dans ce domaine feront de lui un personnage incontournable de la vie musicale en France durant la seconde moitié du XXe siècle.
Travailleur infatigable, chercheur méthodique, enthousiaste et souvent inspiré, il parcourt les bibliothèques européennes et exhume quantité d’œuvres inédites, remettant en lumière autant de compositeurs tombés dans l’oubli, ainsi que certaines pages moins connues de Bach et de ses fils, de Joseph Haydn et Michael Haydn, et enfin de Mozart. Passionné par la littérature baroque et classique, il s’intéresse cependant à tous les répertoires, jusqu’à la création contemporaine. C’est ainsi à sa demande qu'André Jolivet écrivit en 1956 l’oratorio La Vérité de Jeanne.
Toujours désireux de faire partager ses découvertes au grand public, il fait preuve de remarquables qualités pédagogiques et sait les exploiter dans de multiples domaines. On le retrouve ainsi à l’origine de nombreux concerts et de festivals, dont celui d’Épinal au début des années 1950. Dès cette époque, il est en outre un homme de radio, produisant des émissions à la radio sarroise et à la Radiodiffusion-télévision française ; il fut ainsi l'animateur de Sinfonia Sacra avec Jean Witold ou encore au micro d'Armand Panigel dans la célèbre Tribune des Critiques de disques. Le microsillon, en plein essor, le passionne. Il collabore activement à la collection des Discophiles français que dirige Henri Screpel, devient vite un proche de la firme Erato, et rejoint André Charlin en 1959, dont il sera le directeur artistique au sein du Centre d’Enregistrement des Champs-Élysées, plusieurs titres recevant le Grand Prix du Disque. Cofondateur de la collection
Musique en Wallonie puis très impliqué dans le label Koch-Schwann, il fonde en 1961 avec Hélène Salomé le Centre Culturel de Valprivas, consacré à la recherche musicologique et possédant aujourd’hui une bibliothèque et une discothèque
exceptionnelles. C'est à lui que revient la redécouverte du Te Deum H 146 de Marc-Antoine Charpentier, dont la Marche d'ouverture, à l'orchestre, est utilisée comme indicatif par l'Eurovision, notamment au cours des cérémonies du Concours Eurovision de la chanson.
Journaliste musical à La Croix et à Diapason, conférencier, il est par ailleurs l’auteur de nombreux articles spécialisés et de plusieurs ouvrages sur la musique religieuse, participe au Larousse de la Musique ainsi qu’à l'Encyclopédie de la Musique dans la Bibliothèque de La Pléiade, et lance la fameuse Discothèque Idéale.
Les écrits de Carl de Nys ont durant plusieurs décennies ouvert grand les portes de la culture musicale aux mélomanes. Ils peuvent certainement encore le faire aujourd'hui…

## Écrits
- Collaborations nombreuses à des revues musicales et encyclopédies
- Plus de 800 textes pour pochettes de disques.
- Coauteur de plusieurs livres
- 1957 Sinfonia sacra I
- 1960 « La discothèque idéale »  (Presse Universitaire Paris)
- Carl de Nys, La cantate, Paris, Presses universitaires de France, coll. « Que sais-je? » (no 1851), 1980 (ISBN 978-2-13-036482-5, OCLC 299459379)
- Carl de Nys, La musique religieuse de Mozart, Paris, Presses universitaires de France, coll. « 300398669 », 1982, 127 p. (ISBN 978-2-13-037261-5, OCLC 300398669)